# Storavan, Dalarna
Storavan är en sjö i Falu kommun i Dalarna och ingår i Gavleåns huvudavrinningsområde.